# Klouzek obecný
Klouzek obecný (Suillus luteus (L. ex Fr.) S. F. Gray) je ve většině literatury uváděna jako výborná jedlá houba vhodná ke konzumaci prakticky ve všech úpravách. Někteří autoři (např. ) však uvádějí, že není pro každého dobře stravitelná a doporučují její konzumaci pouze omezeně.

## Synonyma
- Boletopsis lutea (L.) Henn. 1900
- Boletus luteus L. 1753
- Ixocomus luteus (L. ex Fr.) Quél.

- klouzek žlutý
- máselník

## Vzhled

### Makroskopický
Klobouk má v průměru 3-12 cm. Tmavě až světle hnědý, za vlhka mazlavý, za sucha lesklý, v mládí polokulovitý potom polštářovitý až ploše rozložený. Zbarvení klobouku je nejčastěji čokoládovohnědé jindy žlutohnědé, olivověžluté ale i šedohnědé. Pokožka klobouku je dokonale slupitelná, za sucha někdy rozpraskaná.
Rourky jsou 6-14 mm dlouhé, v mládí světle žluté, poté citrónověžluté až zlatožluté, v dospělosti až hnědožluté, vždy méně živě zbarvené. Od dužniny klobouku se dají lehco oddělit. Póry jsou stejně zbarvené jako rourky, nejdříve záhybovitě labyrintové, potom téměř hranaté. Velikost póru je většinou 0,5 mm v průměru, zřídkavě do 1 mm. Někdy roní bílou tekutinu.
Třeň je 30 - 110 mm dlouhý a 10 - 25 mm široký, válcovitý, plný. Barva je světležlutá, pod kloboukem citrónově žlutá, dole zahnědlá. Vrchol třeně bývá pod kloboukem pokrytý tmavšími zrnky. Bílý, plsťovitě kožovitý závoj, který v mládí spojuje třeň s okraji klobouku zanechává na třeni zbytky v podobě prstenu. Barva prstenu bývá černohnědá s fialovým nádechem.
Dužnina je bělavá, později zažloutlá a máslově měkká. Při reakci se zelenou skalicí šedomodrá, čpavkem růžoví. Chuť je lahodná, mírně ovocná. Vůně nevýrazná, houbová.

### Mikroskopický

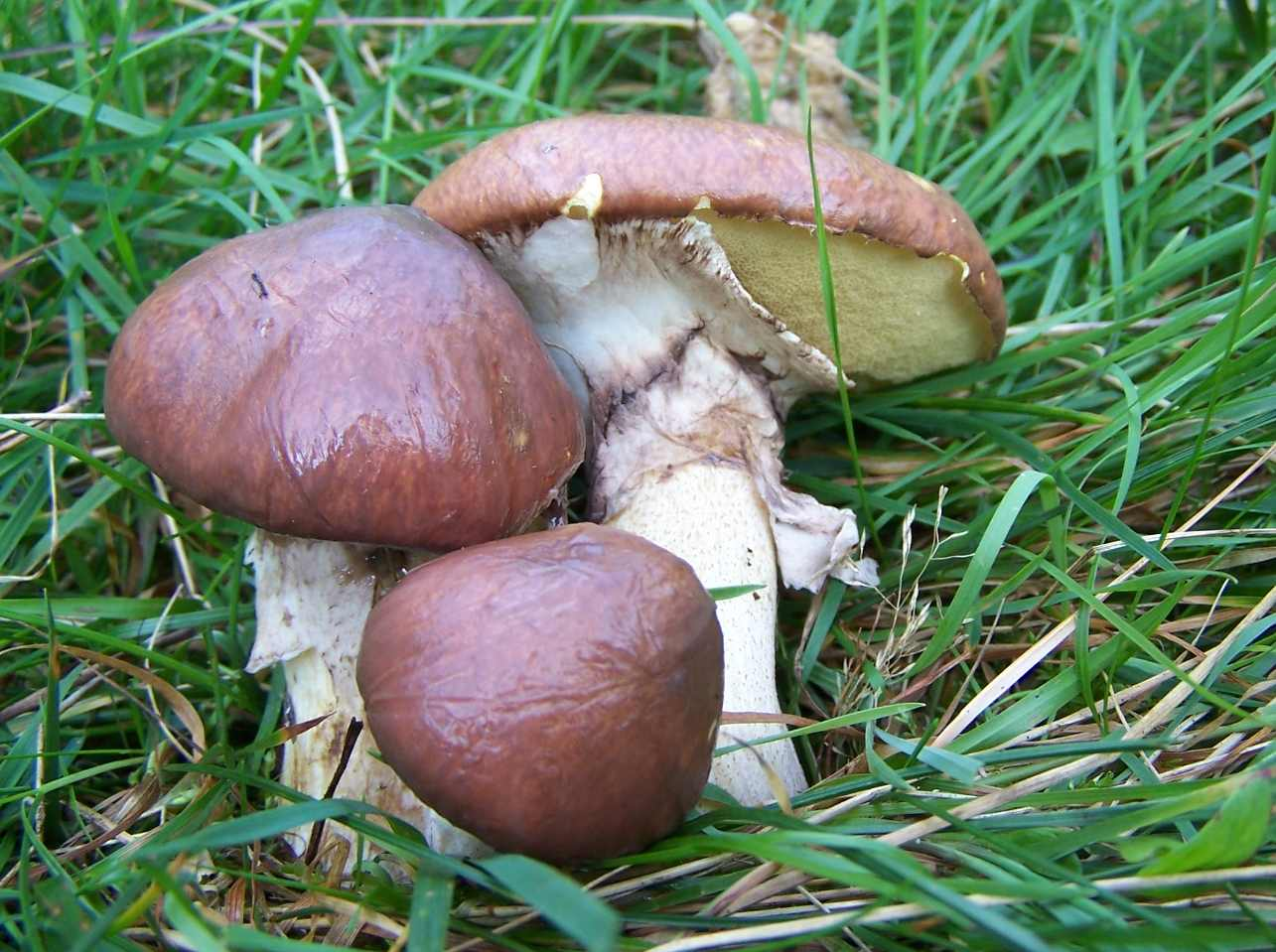
Klouzek obecný

Výtrusy jsou elipsovitě vřetenovité, světle žluté až hnědožluté, 7-10 x 3-3,5 μm. Výtrusný prach je hnědý, někdy až okrově hnědý.

## Výskyt
Roste od května do listopadu, od nížin do hor, jednotlivě nebo ve skupinách na prosvětlených místech v písčitých borech, většinou pod mladými stromy. Vyskytuje se na všech kontinentech pod borovicemi se dvěma jehlicemi ve svazku, tj. borovice lesní, borovice černá a borovice blatka. V Alpách dosahuje až do výše 2330 m. V České republice je všeobecně rozšířený.
Společně s borovicí byl i klouzek obecný zavlečen do značné části světa a dnes se vyskytuje i na jihu a východě Afriky. U tamních obyvatel však vzbuzuje tato houba podezření a proto ji nikdy nepožívají.

## Nejčastější záměny
Podobný je jedlý, klouzek zrnitý, který však nemá prsten a má světlejší klobouk. Dále pak taktéž jedlý, klouzek žíhaný, který roste také pod borovicemi avšak na vápnitých půdách.
Při pohledu zvrchu je v mládí někdy k nerozeznání od jedlého, slizáka mazlavého, který však má na spodní části klobouku lupeny, nikoli rourky.